# La cueca larga
La cueca larga es el tercer poemario del escritor chileno Nicanor Parra, publicado originalmente en 1958 en la Editorial Universitaria. Tanto la portada como las ilustraciones del interior fueron realizadas por el artista Nemesio Antúnez.
Mediante la tradición oral de la cueca, el autor busca en esta obra posicionar el folclore en la categoría de literatura, dos dimensiones muy alejadas por aquella época.
Este libro está conformado por cuatro poemas populares, los cuales ya se habían dado a conocer oralmente desde hace varios años en Santiago de Chile, dos de ellos en particular debido a que ya habían sido musicalizados por la hermana del autor, la cantautora Violeta Parra.

## Estructura
Los poemas del libro son los siguientes:
1. «Coplas de vino»
2. «El Chuico y la Damajuana»
3. «Brindis a lo humano y a lo divino»
4. «La cueca larga»

## Estilo
Luego de su libro anterior, Poemas y antipoemas, en el cual el autor funda la antipoesía, Parra hace un paréntesis para presentar una exhibición de tradición oral con algunos momentos surrealistas. Si bien algunos críticos asociaron esta obra suya con la de Nicolás Guillén, el propio autor reconoce su influencia directa en el Martín Fierro de José Hernández, uno de los principales representantes de la poesía popular culta.
Parra aquí utiliza versos en octosílabo, como representantes de la poesía popular, del mismo modo que utilizará el endecasílabo en su trabajo siguiente, Versos de salón (1962), como representante de la voz ágil y descontrolada de la burguesía moderna.

## Recepción de la obra
Este libro tuvo una buena recepción. Se destacó el hecho que un autor culto fuera capaz de escribir con un criollismo auténtico. El escritor uruguayo Mario Benedetti, quien elogió la obra de Parra hasta su quiebre con la Revolución cubana en 1970, celebró este poemario como un vuelco alegre de sus agresivos antipoemas.

## Análisis de la obra
Para el crítico Federico Schopf, el antipoeta en este libro no se esperanzaba en la recuperación de tradiciones perdidas, sino más bien en resistir a la alienación moderna. En este sentido, lo que habría hecho es más bien buscar al sujeto colectivo que subyace en la cueca.